# Kuvert (dukning)

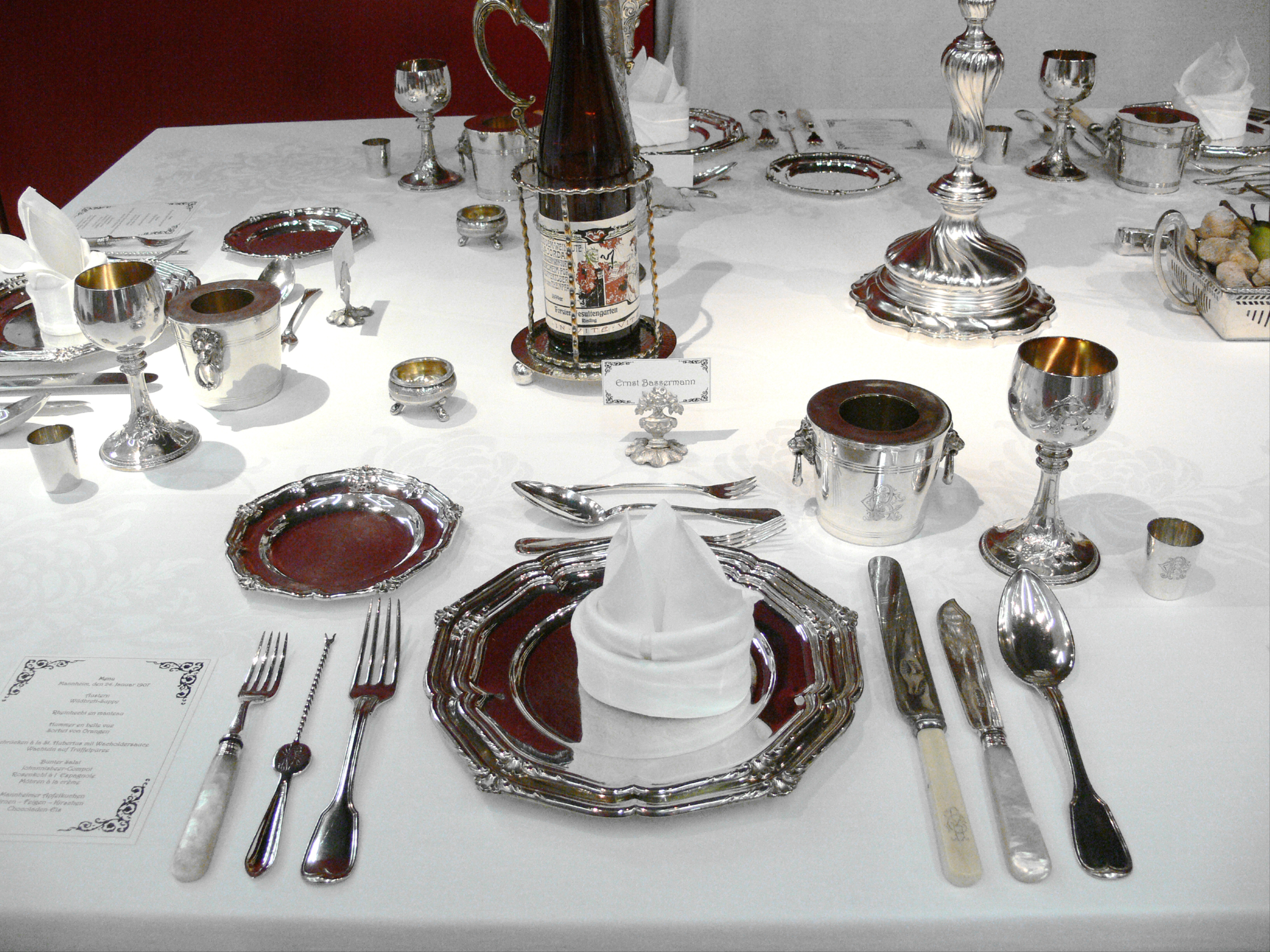

Kuvert kallas den vid matbordet för varje gäst framsatta tallriken med tillbehör som servett, sked, gaffel, kniv och glas. Ordet kommer av franskans couvrir i betydelsen "(över)täcka" och syftar på den långservett som användes för att skydda dukningen mot damm då bordet ofta dukades långt i förväg. 
Då flera rätter serveras används ofta en så kallad kuverttallrik. Den är placerad under de andra tallrikarna och fungerar som en slags bordstablett och används inte att äta på. Den tas bort först då desserttallriken dukas fram.